# Tadeusz Żuk
Tadeusz Żuk (ur. 5 marca 1933 w Żukach k/Terespola, zm. 12 maja 2011 w Płocku) – polski inżynier, doc. dr. inż., wykładowca akademicki, autor podręczników i publikacji naukowych. Prezes oddziału płockiego  Stowarzyszenia Inżynierów i Techników Mechaników Polskich.

## Życiorys
Wydział Maszyn i Urządzeń Rolniczych Politechniki Warszawskiej ukończył w 1957 roku.
W roku 1956 rozpoczął pracę zawodową na stanowisku asystenta w Katedrze Maszyn Rolniczych Politechniki Warszawskiej. W latach 1957–1961 pracował w Technikum Mechanizacji Rolnictwa w Płocku na stanowisku nauczyciela przedmiotów zawodowych i kierownika warsztatów szkolnych, a następnie w latach 1960–1972 pracował w Fabryce Maszyn Żniwnych w Płocku. W tym czasie uczestniczył w opracowaniu konstrukcji i wdrożeniu technologii kombajnów zbożowych “BIZON”. W latach 1963–1965 był przewodniczącym koła SIMP w Fabryce Maszyn Żniwnych w Płocku.
W latach 1968–1972 był przewodniczącym Rejonowej Rady NOT w Płocku.
W latach 1971–1972 zastępca Dyrektora Administracyjnego Politechniki Warszawskiej do spraw Filii w Płocku.
Stopień doktora nauk technicznych otrzymał w 1978 roku.
W latach 1981–1984 dyrektor Instytutu Maszyn i Urządzeń Rolniczych, a w latach 1984–1987 prodziekan Wydziału Budownictwa i Maszyn Rolniczych PW ds. studenckich. 
Od 1969 r., członek  Towarzystwa Naukowego Płockiego. 
W latach 1982–1989 był przewodniczącym Rady Społeczno-Konsultacyjnej przy Wojewodzie Płockim.
Współzałożyciel firmy Plocman.
Współzałożyciel pierwszej spółki akcyjnej w Płocku – UNIMECH S.A.
Pochowany 16 maja 2011 na cmentarzu przy ul. Kobylińskiego w Płocku. 

## Rodzina
Rodzice Prakseda i Stanisław mieli troje dzieci – Karolę, Tadeusza i Zygmunta. Utrzymywali się z kilkuhektarowego gospodarstwa.
Żona Daniela Żuk z domu Malicka.

## Nagrody i odznaczenia
- Krzyż Kawalerski Orderu Odrodzenia Polski
- Złoty Krzyż Zasługi
- Srebrny Krzyż Zasługi
- Medal Komisji Edukacji Narodowej
- Złota Honorowa Odznaka SIMP
- Złota Honorowa Odznaka NOT
- Odznaka im. prof. Henryka Mierzejewskiego

## Wybrana bibliografia autorska
- Naprawa aparatów i urządzeń przemysłu chemicznego (Wydawnictwa Szkolne i Pedagogiczne, 1976)
- Naprawa maszyn rolniczych (Wydawnictwa Politechniki Warszawskiej, Warszawa, 1985)
- Naprawa maszyn rolniczych : podręcznik dla techników rolniczych (Państwowe Wydawnictwo Rolnicze i Leśne, Warszawa, 1966) wspólnie z Z. Hołubowicz i W. Lorenc
- Podstawy eksploatacji maszyn i urządzeń (Wydawnictwa Politechniki Warszawskiej, Warszawa, 1984)